# Box Television
Box Television (antiga Video Jukebox Network International Limited) é uma subsidiária do Channel Four Television Corporation e Bauer. É uma empresa de televisão britânica, que é pertencem á Bauer Group (50%) e á Channel Four Television Corporation (50%).

## Canais

### The Box
O The Box é bem conhecido por apresentar videoclipes inéditos no Reino Unido. Esses videoclipes são lançados em sua maioria no programa Box Fresh Show.

### 4Music
O 4Music se centra mais no gênero Pop. O canal está disponível gratuitamente no solo britânico em qualidade digital no canal 18.

### Kiss
Kiss TV está disponível na Sky Television e na Virgin Media em formato digital. Os estilos predominantes são o R&B e o Dance music.

### Q
Q é especializado em Indie e Rock alternativo. Baseia-se no formato da marca Q da Bauer, que existe na revista Q e na Rádio Q.

### Kerrang!
Kerrang! é especializado em música Rock (principalmente New metal). Desde 2005, todo o seu conteúdo é de vídeoclipes, a maioria dos quais é agendado por pedidos via SMS. Baseia-se no formato da Kerrang! marca da Bauer, que também existe na Rádio Kerrang! e na revista Kerrang!.